# CAF Champions League 2024-2025
La CAF Champions League 2024-2025, anche nota come 2024-2025 TotalEnergies CAF Champions League per ragioni di sponsorizzazione, è stata la 61ª edizione di questo torneo organizzato dalla CAF, la 29ª con la forma attuale. La competizione è iniziata il 16 agosto 2024 e si è conclusa il 1º giugno 2025. 
La vincitrice del torneo è il Pyramids, giunto al successo per la prima volta. Gli egiziani hanno ottenuto la qualificazione alla Supercoppa CAF 2025 contro i vincitori della Coppa della confederazione CAF 2024-2025 e alla Coppa Intercontinentale FIFA 2025.

## Sistema della graduatoria
Tutte le 54 federazioni membro della CAF possono partecipare alla competizione, con le prime 12 federazioni nella Classifica quinquennale della CAF che ottengono due slot. Di conseguenza, alla federazione possono iscriversi fino a 68 club, anche se questo numero non è mai stato raggiunto.
La CAF calcola i punti per ogni associazione in base ai risultati dei propri club nelle precedenti 5 edizioni della Champions League e della Coppa della Confederazione CAF, non prendendo in considerazione l'anno corrente. I criteri per i punti sono i seguenti:
|                                          | CAF Champions League | Coppa della Confederazione CAF |
| ---------------------------------------- | -------------------- | ------------------------------ |
| Vincitore                                | 6 punti              | 5 punti                        |
| Seconda                                  | 5 punti              | 4 punti                        |
| Eliminate alle semifinali                | 4 punti              | 3 punti                        |
| Eliminate ai quarti di finale (dal 2017) | 3 punti              | 2 punti                        |
| 3º posto nei gruppi                      | 2 punti              | 1 punti                        |
| 4º posto nei gruppi                      | 1 punto              | 0.5 punto                      |

I punti sono moltiplicati per un dato coefficiente a seconda dell'anno
- 2023-24 – 5
- 2022-23 – 4
- 2021-22 – 5
- 2020-21– 2
- 2019-20 – 1

## Squadre partecipanti
Le seguenti 59 squadre (provenienti da 47 federazioni) partecipano alla competizione. Le squadre in grassetto iniziano il torneo dal secondo turno.
| Federazione        | Ranking (punti) | Club                 | Qualificazione                               |
| ------------------ | --------------- | -------------------- | -------------------------------------------- |
| Egitto             | 1 (184)         | Al-Ahly              | Campione in carica                           |
| Egitto             | 1 (184)         | Pyramids             | 2° in Prima Lega 2023-2024                   |
| Marocco            | 2 (148)         | Raja Casablanca      | 1° in Botola 1 Pro 2023-2024                 |
| Marocco            | 2 (148)         | FAR Rabat            | 2° in Botola 1 Pro 2023-2024                 |
| Algeria            | 3 (119)         | MC Alger             | 1° in Ligue 1 2023-2024                      |
| Algeria            | 3 (119)         | CR Belouizdad        | 2° in Ligue 1 2023-2024                      |
| Sudafrica          | 4 (106)         | M. Sundowns          | 1° in Premier Division 2023-2024             |
| Sudafrica          | 4 (106)         | Orlando Pirates      | 2° in Premier Division 2023-2024             |
| Tunisia            | 5 (97)          | Espérance            | 1° in Ligue Professionelle 1 2023-2024       |
| Tunisia            | 5 (97)          | Monastir             | 2° in Ligue Professionelle 1 2023-2024       |
| Tanzania           | 6 (71)          | Young Africans       | 1° in Ligi Kuu Bara 2023-2024                |
| Tanzania           | 6 (71)          | Azam                 | 2° in Ligi Kuu Bara 2023-2024                |
| RD del Congo       | 7 (54)          | TP Mazembe           | 1° in Linafoot 2023-2024                     |
| RD del Congo       | 7 (54)          | Maniema Union        | 2° in Linafoot 2023-2024                     |
| Angola             | 8 (51.5)        | Petro Atlético       | 1° in Girabola 2023-2024                     |
| Angola             | 8 (51.5)        | Sagrada Esperança    | 2° in Girabola 2023-2024                     |
| Sudan              | 9 (37)          | Al-Hilal Omdurman    | 1° in Prima Lega 2023-2024                   |
| Sudan              | 9 (37)          | Al-Merrikh           | 2° in Prima Lega 2023-2024                   |
| Libia              | 10 (35)         | Al-Nasr Bengasi      | 1° in Prima Lega 2023-2024                   |
| Libia              | 10 (35)         | Al-Ahly Bengasi      | 2° in Prima Lega 2023-2024                   |
| Costa d'Avorio     | 11 (30.5)       | San-Pédro            | 1° in Ligue 1 2023-2024                      |
| Costa d'Avorio     | 11 (30.5)       | Stade d'Abidjan      | 2° in Ligue 1 2023-2024                      |
| Nigeria            | 12 (25)         | Enugu Rangers        | 1° in NPFL 2023-2024                         |
| Nigeria            | 12 (25)         | Remo Stars           | 2° in NPFL 2023-2024                         |
| Guinea             | 13 (20.5)       | Milo                 | 1° in Ligue 1 2023-2024                      |
| Ghana              | 14 (20)         | Samartex             | 1° in Premier League 2023-2024               |
| Mali               | 15 (15)         | Djoliba              | 1° in Première Division 2023-2024            |
| Camerun            | 16 (11.5)       | Victoria United      | 1° in Elite One 2023-2024                    |
| Mauritania         | 17 (10.5)       | Nouadhibou           | 1° in Première Division 2023-2024            |
| Rep. del Congo     | 18 (9.5)        | AFC Leopards         | 1° in Ligue 1 2023-2024                      |
| Botswana           | 19 (8)          | Jwaneng Galaxy       | 1° in Premier League 2023-2024               |
| Zambia             | 20 (7.5)        | Red Arrows           | 1° in Super League 2023-2024                 |
| Senegal            | 21 (6)          | Teungueth            | 1° in Ligue 1 2023-2024                      |
| Togo               | 22 (4)          | ASKO Kara            | 1° in Première Division 2023-2024            |
| Uganda             | 22 (4)          | Villa                | 1° in Premier League 2023-2024               |
| eSwatini           | 24 (1.5)        | Mbabane Swallows     | 1° in Premier League 2023-2024               |
| Niger              | 24 (1.5)        | GNN                  | 1° in Super Ligue 2023-2024                  |
| Burkina Faso       | 26 (1)          | Douanes              | 1° in Première Division 2023-2024            |
| Zimbabwe           | 26 (1)          | Ngezi Platinum Stars | 1° in Premier Soccer League 2023             |
| Benin              | 28 (0.5)        | Coton                | 1° in Super Ligue 2023-2024                  |
| Burundi            | -               | Vital'O              | 1° in Ligue A 2023-2024                      |
| Rep. Centrafricana | -               | Red Star             | 1° in Première Division 2023-2024            |
| Ciad               | -               | AS PSI               | 2° in Championnat National Intégral 2024     |
| Comore             | -               | Zilimadjou           | 1° in Première Division 2024                 |
| Gibuti             | -               | Arta/Solar7          | 1° in Première Division 2023-2024            |
| Guinea Equatoriale | -               | Deportivo Mongomo    | 1° in Liga Nacional de Fútbol 2023-2024      |
| Etiopia            | -               | CBE SA               | 1° in Prima Lega 2023-2024                   |
| Kenya              | -               | Gor Mahia            | 1° in Premier League 2023-2024               |
| Liberia            | -               | Watanga              | 1° in First Division 2023-2024               |
| Madagascar         | -               | Disciples            | 1° in Madagascar Pro League 2024             |
| Malawi             | -               | Big Bullets          | 1° in Super League 2023                      |
| Mozambico          | -               | Ferroviário Beira    | 1° in Moçambola 2023                         |
| Namibia            | -               | African Stars        | 1° in Namibia Premiership 2023-2024          |
| Ruanda             | -               | APR                  | 1° in National Football League 2023-2024     |
| Seychelles         | -               | St. Louis Suns Utd   | 1° in First Division 2024                    |
| Sierra Leone       | -               | Bo Rangers           | 1° in Premier League 2023-2024               |
| Somalia            | -               | Dekedda              | 1° in Premier League 2023-2024               |
| Sudan del Sud      | -               | El-Merriekh          | 1° in South Sudan Club Champions League 2024 |
| Zanzibar           | -               | JKU                  | 1° in Ligi Kuu 2023-2024                     |

## Turni e date dei sorteggi
| Fase           | Turno            | Data sorteggio | Andata               | Ritorno              |
| -------------- | ---------------- | -------------- | -------------------- | -------------------- |
| Qualificazioni | Primo turno      | 11 luglio 2024 | 16-18 agosto 2024    | 23-25 agosto 2024    |
| Qualificazioni | Secondo turno    | 11 luglio 2024 | 13-15 settembre 2024 | 20-22 settembre 2024 |
| Fase a gironi  | 1ª giornata      | 2024           | ottobre 2024         | ottobre 2024         |
| Fase a gironi  | 2ª giornata      | 2024           | ottobre 2024         | ottobre 2024         |
| Fase a gironi  | 3ª giornata      | 2024           | novembre 2024        | novembre 2024        |
| Fase a gironi  | 4ª giornata      | 2024           | novembre 2024        | novembre 2024        |
| Fase a gironi  | 5ª giornata      | 2024           | dicembre 2024        | dicembre 2024        |
| Fase a gironi  | 6ª giornata      | 2024           | 1-2 marzo 2024       | 1-2 marzo 2024       |
| Fase finale    | Quarti di finale | 2025           | marzo 2025           |                      |
| Fase finale    | Semifinali       | 2025           | aprile 2025          |                      |
| Fase finale    | Finale           | 2025           | maggio 2025          |                      |

## Qualificazioni
Il sorteggio per i turni preliminari si è tenuto l'11 luglio 2024 a Il Cairo.
Le gare dei preliminari si giocano con partite di andata e ritorno; in caso di pareggio si applica la regola dei gol in trasferta e, se ancora in parità, si passa direttamente ai calci di rigore.

### Primo turno
| Squadra 1            | Totale        | Squadra 2         | Andata | Ritorno |
| -------------------- | ------------- | ----------------- | ------ | ------- |
| El-Merriekh          | 2–5           | Gor Mahia         | 1–0    | 1–5     |
| Arta/Solar7          | 4–5           | Dekedda           | 0–2    | 4–3     |
| Villa                | 2–3           | CBE SA            | 1–2    | 1–1     |
| Vital'O              | 0–10          | Young Africans    | 0–4    | 0–6     |
| Azam                 | 1–2           | APR               | 1–0    | 0–2     |
| JKU                  | 1–9           | Pyramids          | 0–6    | 1–3     |
| Mbabane Swallows     | 1–0           | Ferroviário Beira | 1–0    | 0–0     |
| Ngezi Platinum Stars | 0–0 (3-4 dtr) | Maniema Union     | 0–0    | 0–0     |
| Big Bullets          | 2–3           | Red Arrows        | 2–1    | 0–2     |
| African Stars        | 1–1 (5-6 dtr) | Jwaneng Galaxy    | 1–0    | 0–1     |
| Disciples            | 0–4           | Orlando Pirates   | 0–0    | 0–4     |
| Zilimadjou           | 1–2           | Enugu Rangers     | 0–1    | 1–1     |
| St. Louis Suns Utd   | 0–4           | Sagrada Esperança | 0–1    | 0–3     |
| Douanes              | 1–1 (gfc)     | Coton             | 0–0    | 1–1     |
| AFC Leopards         | 0–3           | CR Belouizdad     | 0–2    | 0–1     |
| Victoria United      | 0–2           | Samartex          | 0–1    | 0–1     |
| GNN                  | 1–7           | Raja Casablanca   | 1–2    | 0–5     |
| AS PSI               | 0–3           | Monastir          | 0–1    | 0–2     |
| Watanga              | 0–4           | MC Alger          | 0–2    | 0–2     |
| Red Star             | –             | Djoliba           | 0–0    | –       |
| Deportivo Mongomo    | 2–3           | ASKO Kara         | 2–2    | 0–1     |
| Stade d'Abidjan      | 2–2 (5-4 dtr) | Teungueth         | 1–1    | 1–1     |
| Milo                 | 1–1 (gfc)     | Nouadhibou        | 0–0    | 1–1     |
| Bo Rangers           | 1–2           | San-Pédro         | 1–1    | 0–1     |
| Al-Ahly Bengasi      | 1–2           | Al-Hilal Omdurman | 0–1    | 1–1     |
| Al-Nasr Bengasi      | 0–2           | Al-Merrikh        | 0–0    | 0–2     |
| Remo Stars           | 2–3           | FAR Rabat         | 2–1    | 0–2     |

### Secondo turno
| Squadra 1        | Totale    | Squadra 2         | Andata | Ritorno |
| ---------------- | --------- | ----------------- | ------ | ------- |
| Gor Mahia        | 0–6       | Al-Ahly           | 0–3    | 0–3     |
| Dekedda          | 1–12      | Espérance         | 1–4    | 0–8     |
| CBE SA           | 0–7       | Young Africans    | 0–1    | 0–6     |
| APR              | 2–4       | Pyramids          | 1–1    | 1–3     |
| Mbabane Swallows | 0–8       | M. Sundowns       | 0–4    | 0–4     |
| Maniema Union    | 2–1       | Petro Atlético    | 2–1    | 0–0     |
| Red Arrows       | 1–4       | TP Mazembe        | 0–2    | 1–2     |
| Jwaneng Galaxy   | 0–3       | Orlando Pirates   | 0–2    | 0–1     |
| Enugu Rangers    | 2–3       | Sagrada Esperança | 1–0    | 1–3     |
| Douanes          | 1–1 (gfc) | CR Belouizdad     | 1–0    | 0–1     |
| Samartex         | 2–4       | Raja Casablanca   | 2–2    | 0–2     |
| Monastir         | 1–2       | MC Alger          | 1–0    | 0–2     |
| Djoliba          | 2–0       | ASKO Kara         | 1–0    | 1–0     |
| Stade d'Abidjan  | 3–2       | Milo              | 2–0    | 1–2     |
| San-Pédro        | 2–3       | Al-Hilal Omdurman | 2–2    | 0–1     |
| Al-Merrikh       | 2–4       | FAR Rabat         | 2–2    | 0–2     |

## Fase a gironi
Il sorteggio per la fase a gironi si terrà il 7 ottobre 2024 al Cairo.
Le 16 vincitrici del secondo turno vengono sorteggiate in quattro gruppi, ognuno da quattro squadre. Al fine di stabilire le fasce di sorteggio, le squadre sono divise in base alle loro performance nelle competizioni CAF nelle precedenti cinque stagioni. Ogni girone contiene una squadra per ogni fascia.
| Fascia 1    | Fascia 2        | Fascia 3          | Fascia 4        |
| ----------- | --------------- | ----------------- | --------------- |
| Al-Ahly     | CR Belouizdad   | Al-Hilal Omdurman | MC Alger        |
| Espérance   | Raja Casablanca | Orlando Pirates   | Djoliba         |
| M. Sundowns | Young Africans  | Sagrada Esperança | Maniema Union   |
| TP Mazembe  | Pyramids        | FAR Rabat         | Stade d'Abidjan |

### Gruppo A
| Squadra           | P.ti | G | V | P | S | GF | GS | DG |
| ----------------- | ---- | - | - | - | - | -- | -- | -- |
| Al-Hilal Omdurman | 10   | 6 | 3 | 1 | 2 | 6  | 7  | -1 |
| MC Alger          | 9    | 6 | 2 | 3 | 1 | 4  | 2  | +2 |
| Young Africans    | 8    | 6 | 2 | 2 | 2 | 5  | 6  | -1 |
| TP Mazembe        | 5    | 6 | 1 | 2 | 3 | 7  | 7  | 0  |

### Gruppo B
| Squadra         | P.ti | G | V | P | S | GF | GS | DG |
| --------------- | ---- | - | - | - | - | -- | -- | -- |
| FAR Rabat       | 10   | 6 | 2 | 4 | 0 | 8  | 4  | +4 |
| M. Sundowns     | 9    | 6 | 2 | 3 | 1 | 5  | 4  | +1 |
| Raja Casablanca | 8    | 6 | 2 | 2 | 2 | 4  | 5  | -1 |
| Maniema Union   | 3    | 6 | 0 | 3 | 3 | 3  | 7  | -4 |

### Gruppo C
| Squadra         | P.ti | G | V | P | S | GF | GS | DG  |
| --------------- | ---- | - | - | - | - | -- | -- | --- |
| Orlando Pirates | 14   | 6 | 4 | 2 | 0 | 10 | 4  | +6  |
| Al-Ahly         | 10   | 6 | 3 | 1 | 2 | 14 | 7  | +7  |
| CR Belouizdad   | 9    | 6 | 3 | 0 | 3 | 11 | 10 | +1  |
| Stade d'Abidjan | 1    | 6 | 0 | 1 | 5 | 4  | 18 | -14 |

### Gruppo D
| Squadra           | P.ti | G | V | P | S | GF | GS | DG  |
| ----------------- | ---- | - | - | - | - | -- | -- | --- |
| Espérance         | 13   | 6 | 4 | 1 | 1 | 12 | 3  | +9  |
| Pyramids          | 13   | 6 | 4 | 1 | 1 | 14 | 4  | +10 |
| Sagrada Esperança | 5    | 6 | 1 | 2 | 3 | 3  | 10 | -7  |
| Djoliba           | 2    | 6 | 0 | 2 | 4 | 0  | 12 | -12 |

## Fase ad eliminazione diretta
Il sorteggio per la fase ad eliminazione diretta è strutturato come segue:
- Per i sorteggi dei quarti di finale le quattro squadre prime classificate nel girone sono sorteggiate contro le quattro seconde classificate, con la squadra prima del girone che gioca in casa la gara di ritorno. Le squadre provenienti dallo stesso girone non possono essere sorteggiate le une contro le altre, mentre squadre della stessa nazione possono incontrarsi già ai quarti di finale.
- Per i sorteggi delle semifinali non sono previste teste di serie e le squadre provenienti dallo stesso girone possono essere accoppiate. Dal momento che i sorteggi per i quarti di finale e per le semifinali si tengono insieme, al momento del sorteggio delle semifinali le vincenti dei quarti di finale non sono ancora note.

| Girone | Vincitore         | 2º classificato |
| ------ | ----------------- | --------------- |
| A      | Al-Hilal Omdurman | MC Alger        |
| B      | FAR Rabat         | M. Sundowns     |
| C      | Orlando Pirates   | Al-Ahly         |
| D      | Espérance         | Pyramids        |

### Tabellone
Il tabellone è stato composto in seguito al sorteggio della fase ad eliminazione diretta, tenutosi il 20 febbraio 2025 a Doha, in Qatar.
|  | Quarti di finale  | Quarti di finale  | Quarti di finale | Quarti di finale | Quarti di finale |  |  | Semifinali        | Semifinali        | Semifinali | Semifinali | Semifinali |   |   | Finale      | Finale      | Finale | Finale | Finale |  |
|  |                   |                   |                  |                  |                  |  |  |                   |                   |            |            |            |   |   |             |             |        |        |        |  |
|  | M. Sundowns       | M. Sundowns       | 1                | 0                | 1                |  |  |                   |                   |            |            |            |   |   |             |             |        |        |        |  |
|  | Espérance         | Espérance         | 0                | 0                | 0                |  |  | M. Sundowns (gfc) | M. Sundowns (gfc) | 0          | 1          | 1          |   |   |             |             |        |        |        |  |
|  | Al-Ahly           | Al-Ahly           | 1                | 1                | 2                |  |  | Al-Ahly           | Al-Ahly           | 0          | 1          | 1          |   |   |             |             |        |        |        |  |
|  | Al-Hilal Omdurman | Al-Hilal Omdurman | 0                | 0                | 0                |  |  |                   |                   |            |            |            |   |   | M. Sundowns | M. Sundowns | 1      | 1      | 2      |  |
|  | MC Alger          | MC Alger          | 0                | 0                | 0                |  |  |                   |                   | Pyramids   | Pyramids   | 1          | 2 | 3 |             |             |        |        |        |  |
|  | Orlando Pirates   | Orlando Pirates   | 1                | 0                | 1                |  |  | Orlando Pirates   | Orlando Pirates   | 0          | 2          | 2          |   |   |             |             |        |        |        |  |
|  | Pyramids          | Pyramids          | 4                | 0                | 4                |  |  | Pyramids          | Pyramids          | 0          | 3          | 3          |   |   |             |             |        |        |        |  |
|  | FAR Rabat         | FAR Rabat         | 1                | 2                | 3                |  |  |                   |                   |            |            |            |   |   |             |             |        |        |        |  |

### Quarti di finale
| Squadra 1   | Totale | Squadra 2         | Andata | Ritorno |
| ----------- | ------ | ----------------- | ------ | ------- |
| Al-Ahly     | 2 - 0  | Al-Hilal Omdurman | 1 - 0  | 1 - 0   |
| Pyramids    | 4 - 3  | FAR Rabat         | 4 - 1  | 0 - 2   |
| M. Sundowns | 1 - 0  | Espérance         | 1 - 0  | 0 - 0   |
| MC Alger    | 0 - 1  | Orlando Pirates   | 0 - 1  | 0 - 0   |

### Semifinali
| Squadra 1       | Totale      | Squadra 2 | Andata | Ritorno |
| --------------- | ----------- | --------- | ------ | ------- |
| M. Sundowns     | 1 - 1 (gfc) | Al-Ahly   | 0 - 0  | 1 - 1   |
| Orlando Pirates | 2 - 3       | Pyramids  | 0 - 0  | 2 - 3   |

### Finale
| Squadra 1   | Totale | Squadra 2 | Andata | Ritorno |
| ----------- | ------ | --------- | ------ | ------- |
| M. Sundowns | 2 - 3  | Pyramids  | 1 - 1  | 1 - 2   |